# Auweinberge-Fuchsenloch
Das Naturschutzgebiet Auweinberge-Fuchsenloch liegt auf dem Gebiet der Stadt Mosbach und der Gemeinde Neckarzimmern im Neckar-Odenwald-Kreis in Baden-Württemberg. 
Das Gebiet erstreckt sich südöstlich des Mosbacher Stadtteils Neckarelz und nordwestlich des Kernortes der Gemeinde Neckarzimmern. Südwestlich des Gebietes verläuft die B 27 und fließt der Neckar, nördlich verläuft die B 27/B 292.

## Bedeutung
Das 30,3 ha große Gebiet steht seit dem 27. Oktober 2010 unter der Kenn-Nummer 2.228 unter Naturschutz. Es handelt sich um eine „kulturhistorisch genutzte Landschaft an einem steilen, südexponierten Neckarhang, geprägt durch ein kleinstrukturiertes Mosaik aus wärmeliebenden Gebüschen, mageren Wiesen, Halbtrocken- und Trockenrasen, Streuobstwiesen und einem reich strukturierten Waldsaum. Die hohe Vielfalt an Lebensräumen bedingt eine sehr artenreiche Tier- und Pflanzenwelt. Von besonderer Einzigartigkeit sind die im Gebiet reichlich vorhandenen, gut erhaltenen alten Weinbergsmauern von insgesamt über 5,2 km Länge. Zahlreiche Lesesteinriegel haben eine beachtliche Größe von bis zu 50 m Länge und 10 m Breite erreicht.“